# Vela nos Jogos Olímpicos de Verão de 2012 - RS:X feminino
As regatas da classe RS:X feminino da vela nos Jogos Olímpicos de Verão de 2012 foram disputadas entre os dias 31 de julho a 7 de agosto na Academia Nacional de Navegação de Weymouth e Portland, na Ilha de Portland.

## Medalhistas
| Ouro   | ESP Marina Alabau  |
| Prata  | FIN Tuuli Petäjä   |
| Bronze | POL Zofia Klepacka |

## Resultados
| Pos.              | Atleta                     | Regata | Regata | Regata | Regata | Regata | Regata | Regata | Regata | Regata | Regata | Regata | Pontos | Pontos |
| Pos.              | Atleta                     | 1      | 2      | 3      | 4      | 5      | 6      | 7      | 8      | 9      | 10     | M      | Tot.   | Net    |
| ----------------- | -------------------------- | ------ | ------ | ------ | ------ | ------ | ------ | ------ | ------ | ------ | ------ | ------ | ------ | ------ |
| Medalha de ouro   | ESP Marina Alabau          | 2      | 1      | 1      | 1      | 5      | 2      | 3      | 8      | 6      | 3      | 2      | 34     | 26     |
| Medalha de prata  | FIN Tuuli Petäjä           | 8      | 7      | 3      | 4      | 4      | 4      | 8      | 2      | 5      | 1      | 8      | 54     | 46     |
| Medalha de bronze | POL Zofia Klepacka         | 5      | 2      | 12     | 3      | 1      | 1      | 9      | 21     | 4      | 4      | 6      | 68     | 47     |
| 4                 | UKR Olha Maslivets         | 3      | 4      | 14     | 10     | 3      | 3      | 1      | 3      | 7      | 10     | 4      | 62     | 48     |
| 5                 | GER Moana Delle            | 4      | 5      | 2      | 5      | 9      | 5      | 4      | 9      | 3      | 2      | 12     | 60     | 51     |
| 6                 | ISR Lee Korzits            | 1      | 3      | 7      | 2      | 2      | 11     | 2      | 1      | 9      | 11     | 18     | 67     | 56     |
| 7                 | GBR Bryony Shaw            | 7      | 6      | 4      | 9      | 6      | 8      | 7      | 5      | 1      | 5      | 10     | 68     | 59     |
| 8                 | FRA Charline Picon         | 9      | 11     | 5      | 7      | 10     | 6      | 12     | 10     | 11     | 6      | 14     | 101    | 89     |
| 9                 | ITA Alessandra Sensini     | 12     | 9      | 11     | 8      | 11     | 9      | 6      | 6      | 10     | 9      | 16     | 107    | 95     |
| 10                | CAN Nikola Girke           | 6      | 14     | 10     | 6      | 8      | 10     | 13     | 4      | 19     | 18     | 20     | 128    | 109    |
| 11                | AUS Jessica Crisp          | 11     | 10     | 17     | 17     | 7      | 12     | 5      | 8      | 13     | 13     | *      | 113    | 96     |
| 12                | HKG Hayley Chan            | 10     | 8      | 9      | 13     | 12     | 15     | 11     | 11     | 8      | 14     | *      | 111    | 96     |
| 13                | BRA Patrícia Freitas       | 13     | 13     | 16     | 12     | 13     | 17     | 16     | 19     | 2      | 8      | *      | 129    | 110    |
| 14                | CHN Li Ling                | 16     | 15     | 8      | 14     | 18     | 7      | 10     | 13     | 14     | 23     | *      | 138    | 115    |
| 15                | EST Ingrid Puusta          | 15     | 20     | 6      | 15     | 14     | 21     | 15     | 12     | 20     | 17     | *      | 155    | 134    |
| 16                | GRE Angeliki Skarlatou     | 14     | 12     | 21     | 11     | 19     | 16     | 19     | 27 OCS | 15     | 7      | *      | 161    | 134    |
| 17                | BEL Sigrid Rondelez        | 18     | 21     | 19     | 27 OCS | 15     | 13     | 14     | 14     | 17     | 19     | *      | 177    | 150    |
| 18                | HUN Diána Detre            | 17     | 16     | 13     | 19     | 16     | 14     | 17     | 18     | 21     | 20     | *      | 171    | 150    |
| 19                | NOR Jannicke Stålstrøm     | 21     | 17     | 24     | 21     | 17     | 18     | 21     | 15     | 12     | 15     | *      | 181    | 157    |
| 20                | USA Farrah Hall            | 22     | 18     | 18     | 18     | 20     | 22     | 23     | 27 OCS | 16     | 16     | *      | 200    | 173    |
| 21                | JPN Yuki Sunaga            | 19     | 23     | 22     | 22     | 22     | 24     | 22     | 20     | 18     | 12     | *      | 204    | 180    |
| 22                | BUL Irina Konstantinova    | 23     | 22     | 15     | 20     | 23     | 20     | 20     | 16     | 24     | 21     | *      | 204    | 180    |
| 23                | ARG Jazmín López Becker    | 20     | 19     | 20     | 24     | 21     | 19     | 25     | 17     | 25     | 25     | *      | 215    | 190    |
| 24                | THA Napalai Tansai         | 24     | 24     | 23     | 23     | 25     | 25     | 18     | 27 DSQ | 22     | 22     | *      | 233    | 206    |
| 25                | RUS Tatiana Bazyuk         | 27 RAF | 25     | 27 DNF | 16     | 24     | 23     | 24     | 22     | 23     | 24     | *      | 235    | 208    |
| 26                | POR Carolina Mendelblatt 1 | 27 DNC | 27 DNC | 27 DNC | 27 DNC | 27 DNC | 27 DNC | 27 DNC | 27 DNC | 27 DNC | 27 DNC | *      | 270    | 216    |

↑1  – Mendelblatt desistiu da competição antes de começar alegando que não recebia apoio do Comité Olímpico de Portugal e que estava grávida de três meses.
Legenda
| Recorde mundial      | Recorde mundial (World record)               |                       | Recorde africano                      | Recorde africano (African) |                                           | Q | Classificado por posição (Qualified) |
| Recorde olímpico     | Recorde olímpico (Olympic record)            | Recorde da América    | Recorde da América (Americas)         | q                          | Classificado por melhor tempo (Qualified) |   |                                      |
| Melhor marca do ano  | Melhor marca do ano (World leading)          | Recorde asiático      | Recorde asiático (Asian)              | DNS                        | Não largou (Did not start)                |   |                                      |
| Recorde nacional     | Recorde nacional (National record)           | Recorde europeu       | Recorde europeu (European)            | DNF                        | Não terminou (Did not finish)             |   |                                      |
| Recorde pessoal      | Recorde pessoal do atleta (Personal best)    | Recorde da Oceania    | Recorde da Oceania (Oceania)          | DSQ / DQ                   | Desclassificado (Disqualified)            |   |                                      |
| Recorde da temporada | Recorde da temporada do atleta (Season best) | Recorde sul-americano | Recorde sul-americano (South America) | NM                         | Sem marca (No mark)                       |   |                                      |

### Vela
| M   | Regata da Medalha da qual só participam os dez primeiros colocados das regatas anteriores  |  |  | CAN | Regata cancelada |
| BFD | Desclassificado por bandeira preta (Black Flag Disqualified)                               |  |  |     |                  |
| UFD | Desclassificado por bandeira "U" (U Flag Disqualified)                                     |  |  |     |                  |
| OCS | Largada queimada (On the Course Side of the starting line)                                 |  |  |     |                  |
| DNE | Desclassificação sem eliminação (infração a um item do regulamento da prova – Did Not End) |  |  |     |                  |